# Allium prostratum
Allium prostratum är en amaryllisväxtart som beskrevs av Ludolph Christian Treviranus. Allium prostratum ingår i släktet lökar, och familjen amaryllisväxter. Inga underarter finns listade i Catalogue of Life.